# Anapontonia
Anapontonia is een geslacht van kreeftachtigen uit de klasse van de Malacostraca (hogere kreeftachtigen).

## Soort
- Anapontonia denticauda Bruce, 1966